# حزب الاتحاد العربي الديمقراطي
حزب الاتحاد العربي الديمقراطي (بالإنجليزية: Arabic Democratic Union Party) هو حزب سياسي سوري، يقع مقره في دمشق، ومن مؤسسيه محمد الصوفي.

## أعضاء بارزون
- كود سباركل
- تحديث القائمة

- محمد الصوفي